# جارد ديكون
جارد ديكون (بالإنجليزية: Jared Deacon)‏ هو منافس ألعاب قوى بريطاني، ولد في 15 أكتوبر 1975 في ساوث شيلدز ‏ في المملكة المتحدة.

## وصلات خارجية
- جارد ديكون على موقع الاتحاد الدولي لألعاب القوى (الإنجليزية)
- جارد ديكون على موقع أوليمبيديا (الإنجليزية)